# Duilii
Duilius (pluriel: Duilii) était le nomen d'une ancienne famille plébéienne romaine, la gens Duilia dont le nom apparaît pour la première fois en 471 av. J.-C. avec un tribun de la plèbe M. Duilius.
Le seul cognomen de cette famille, sous la République, est Longus.
Ses membres les plus connus sont :

## Sous la République
- Marcus Duilius, (v. -500 - ap. -470), tribun de la plèbe en -470[a 1];
- Kaeso Duillius Longus, (v. -490 - ap. -450), un des décemvir en 450 av. J.-C.
  - Caeso Duilius, (v. -465 - ?);
    - Cnaeus Duilius Longus, (v. -440 - ap. -399), tribun consulaire en 399 av. J.-C.
- Marcus Duilius, (v. -390 - ap. -357), tribun de la plèbe en -357;
- Kaeso Duilius, (v. -375 - ap. -336), consul en 336 av. J.-C.[a 2],[a 3];
- Marcus Duilius, (v. -350 - ?);
  - Marcus Duilius, (v. -325 - ?);
    - Caius Duilius, (v. -300 - ap. -231), consul en -260, censeur en -258, dictateur en -231[b 1];

## Sous l'empire
- Marcus Dullius Gallus, cité sur la dédicace de l'amphithéâtre d'Interpronium (actuel San Valentino in Abruzzo Citeriore)[b 2].

## Pour approfondir